# شوریده (فیلم)
شوریده فیلمی به کارگردانی و نویسندگی محمدعلی سجادی و تهیه‌کنندگی جمال ساداتیان محصول سال ۱۳۸۳ است.

## خلاصه داستان
دختر جوانی به نام سریر دست به خودکشی می‌زند. دکتر مهیار مروی به مداوای او می‌پردازد و سعی می‌کند تا به علل این حادثه پی ببرد که درگیر حوادث ناخواسته‌ای می‌شود…

## بازیگران
- لاله اسکندری
- فرداد صفاخو
- نیوشا ضیغمی
- احمد نجفی
- رضا بابک
- فریده سپاه‌منصور
- فرهاد قائمیان
- نقی سیف‌جمالی
- مهتاج نجومی
- مهدی میامی

## جشنواره‌ها
فیلم شوریده در بیست و چهارمین دوره جشنواره فیلم فجر (۱۳۸۴) در ۲ بخش بهترین نقش اول زن (نیوشا ضیغمی) و بهترین چهره‌پردازی (سودابه خسروی) کاندیدا این دوره از مسابقات بوده‌اند.